# Der Mann, der mit Schlangen sprach
Der Mann, der mit Schlangen sprach (estn. Mees, kes teadis ussisõnu) ist ein Roman des estnischen Schriftstellers Andrus Kivirähk. Er erschien 2007 im Verlag Eesti Keele Sihtasutus; die deutsche Version 2017 bei Klett-Cotta.

## Inhalt
Der Protagonist des Buches ist Leemet, ein heranwachsender Este, der als einer der Letzten die Sprache der Schlangen beherrscht. Er lebt mit seiner Mutter, seiner Schwester Salme und seinem Onkel Vootele im estnischen Wald. Das gewohnte Leben als Jäger und Sammler im Wald wird von Rittern und Mönchen, die aus fernen Ländern stammen und Deutsch oder Latein sprechen, bedroht. Immer mehr Waldbewohner schließen sich der Dorfgemeinschaft außerhalb des Waldes an und vergessen oder verdrängen die bisher traditionellen Lebensweisen wie die Schlangensprache, das Waldleben im Einklang mit den Tieren und die religiös-spirituellen Riten. Leemet versucht trotz zahlreicher Rückschläge, die im Laufe seines Erwachsenwerdens immer schwerer werden, auf gewohnte, ursprüngliche Art zu leben. Dabei ist ihm die Schlange Ints ein treuer Partner. Schließlich wagt sich auch Leemet einige Male ins Dorf außerhalb des Waldes vor, findet dort aber kein Verständnis unter den Bewohnern und zieht sich wieder in den Wald zurück. Allen Unglücken zum Trotz findet der Protagonist am Ende einen friedlichen Rückzugsort; aus dieser Perspektive wird die Geschichte im Rückblick erzählt.

## Rezeption
Der Roman wurde mittlerweile ins Lettische (2011), Tschechische (2011), Französische (2013), Russische (2014), Dänische (2015), Niederländische (2015), Englische (2015), Ungarische (2015), Spanische (2017), Deutsche (2017), Mazedonische (2019), Litauische (2020), Polnische (2020) und Japanische (2021) übersetzt. Die französische Übersetzung des Buches erhielt 2014 den Grand Prix de l’Imaginaire als bester fremdsprachiger Roman.

## Deutsche Ausgabe
- Andrus Kivirähk: Der Mann, der mit Schlangen sprach.  Aus dem Estnischen von Cornelius Hasselblatt. Klett-Cotta, Stuttgart 2017, ISBN 978-3-608-98107-0.